# Terzo lord del mare
Il titolo di Third sea lord and controller of the Navy è un titolo di naval lord assegnato ad uno degli ammiragli anziani della Royal Navy membro dell'ammiragliato e responsabile del rifornimento di materiale. Il titolo d'ufficio è oggi semplicemente Controller of the Navy (CofN).

## Storia
Nel 1805, per la prima volta, vennero assegnate delle funzioni specifiche a ciascun Lord 'Navale', descritti come 'Professional' lord, lasciando ai 'civil' lord gli affari di routine e la sigla dei documenti.
Durante la riorganizzazione dell'ammiragliato, nell'ordine del consiglio del 14 gennaio 1869, al Controller of the Navy venne concesso un seggio nel tavolo dell'ammiragliato come Third sea lord e Controller of the Navy (solitamente indicato solo come Third Naval Lord sino al 1905).
Nel 1869, venne abolito il posto di Storekeeper-General of the Navy e i suoi compiti circa il materiale vennero assegnati al Third sea lord.

## Third naval / sea lords and controller of the Navy

### Controllers of the Navy (sino al 1832)
Lista incompleta
- William Holstocke, 1561–1589
- William Borough
- Sir Henry Palmer
- Sir Guylford Slingsby
- George Carteret, 1641–1642
- Sir Henry Palmer, 1642–?
- Sir John Mennes, 1661–1671
- Sir Thomas Allin, 1671–1680
- Capitano, poi ammiraglio Sir Richard Haddock, 1682–1686, 1688–1715
- contrammiraglio Sir Charles Wager, 1715–1718
- Capitano Richard Haddock, 1734–1749
- Capitano Savage Mostyn, 1749–1755
- Capitano Charles Saunders, 1755–1756
- George Cockburne, ?–1770
- Capitano Sir Hugh Palliser, 1770–1775
- Capitano Maurice Suckling, 1775–1778
- ammiraglio Charles Middleton, 1778–1794
- ammiraglio Sir Andrew Hamond, 1794–1806
- viceammiraglio Sir Thomas Thompson, 1806–1816
- ammiraglio Sir Thomas Byam Martin, 1816–1831

1832 Posto abolito

### Third Naval Lords 1830–1869
- Retroammiraglio Sir Samuel Pechell 1830–1834
- Retroammiraglio Sir Charles Rowley 1834–1835
- Retroammiraglio Sir George Elliot 1835–1837
- Retroammiraglio Sir Edward Troubridge 1837–1841
- Retroammiraglio Sir Samuel Pechell 1841
- Retroammiraglio Sir George Seymour 1841–1844
- Retroammiraglio Sir William Bowles 1844–1846
- Retroammiraglio Sir Maurice Berkeley 1846–1847
- Retroammiraglio Lord John Hay 1847–1850
- Retroammiraglio Sir Houston Stewart 1850–1852
- Retroammiraglio Sir James Stirling 1852
- Retroammiraglio Sir Thomas Herbert 1852–1853
- Retroammiraglio Sir Richard Dundas 1853–1854
- Retroammiraglio Sir Peter Richards 1854–1857
- Rear Admiral Henry Eden 1857
- Retroammiraglio Sir Alexander Milne 1857–1859
- Retroammiraglio Sir Henry Leeke 1959
- Retroammiraglio Sir Charles Eden 1859–1861
- Retroammiraglio Charles Frederick 1861–1865
- Retroammiraglio Sir Edward Fanshawe 1865–1866
- Retroammiraglio Henry Seymour 1866–1868

### Controller of the Navy (1859-69)
Nel 1859 il posto di Surveyor of the Navy venne cambiato in Controller of the Navy.
- contrammiraglio Sir Baldwin Wake Walker, 1859–1861
- viceammiraglio Sir Robert Spencer Robinson, 1861–1869

### Third naval lord and Controller of the Navy (1869–1872)
- ammiraglio Sir Robert Spencer Robinson, 1869–1871
- Capitano Robert Hall, 1871–1872

### Controllers of the Navy (1872–1882)
- ammiraglio Robert Hall, 1872
- contrammiraglio Sir William Houston Stewart, 1872–1881
- viceammiraglio Thomas Brandreth, 1881–1882

### Third naval lord and Controller of the Navy (1882–1904)
- viceammiraglio Thomas Brandreth, 1882–1885
- viceammiraglio Sir William Graham, 1885–1888
- viceammiraglio John Hopkins, 1888–1892
- viceammiraglio Sir John Fisher, 1892–1897
- contrammiraglio Arthur Knyvet Wilson, 1897–1901
- contrammiraglio William May, 1901–1905

### Third sea lord and controllers of the Navy (1904–1912)
- contrammiraglio Sir Henry Jackson, 1905–1908
- contrammiraglio Sir John Jellicoe, 1908–1910
- contrammiraglio Charles Briggs, 1910–1912
- contrammiraglio Gordon Moore, 1912

### Third sea lords (1912–1918)
- contrammiraglio Gordon Moore, 1912–1914
- contrammiraglio Charles Madden, 1914
- contrammiraglio Gordon Moore,1914
- contrammiraglio Frederick Tudor, 1914–1917
- contrammiraglio Lionel Halsey, 1917–1918

### Controllers of the Navy (1917–1918)
- viceammiraglio Sir Eric Geddes, 1917
- Sir Alan Garrett Anderson, 1917–1918

### Third sea lords and Controllers of the Navy (1918-1965)
- contrammiraglio Sir Charles de Bartolomé, 1918–1919
- contrammiraglio Sir William Nicholson, 1919–1920
- contrammiraglio Sir Frederick Field, 1920–1923
- contrammiraglio Cyril Fuller, 1923–1925
- viceammiraglio Sir Ernle Chatfield, 1925–1928
- viceammiraglio Roger Backhouse, 1928–1932
- viceammiraglio Charles Forbes, 1932–1934
- ammiraglio Sir Reginald Henderson, 1934–1939
- viceammiraglio Sir Bruce Fraser, 1939–1942
- ammiraglio Sir Frederic Wake-Walker, 1942–1945
- contrammiraglio Sir Thomas Troubridge, 1945–1946
- viceammiraglio Sir Charles Daniel, 1946–1949
- ammiraglio Sir Michael Denny, 1949–1953
- ammiraglio Sir Ralph Edwards, 1953–1956
- ammiraglio Sir Peter Reid, 1956–1961
- ammiraglio Sir Michael Le Fanu, 1961–1965

### Controllers of the Navy (1965 ad oggi)
- ammiraglio Sir Horace Law, 1965–1970
- ammiraglio Sir Michael Pollock, 1970–1971
- ammiraglio Sir Anthony Griffin, 1971–1976
- ammiraglio Sir Richard Clayton, 1976–1979
- ammiraglio Sir John Fieldhouse, 1979–1981
- ammiraglio Sir Lindsay Bryson, 1981–1984
- ammiraglio Sir Derek Reffell, 1984–1989
- Admiral Sir Kenneth Eaton, 1989–1994
- viceammiraglio Sir Robert Walmsley, 1994–1997
- contrammiraglio Peter Spencer, 1997–2000
- contrammiraglio Nigel Guild, 2000–2003
- contrammiraglio Richard Cheadle, 2003-2006
- contrammiraglio Andrew Matthews, 2006-2009
- contrammiraglio Amjad Hussain, 2009–